# Chiesa di Santa Maria (Galliera)
La chiesa di Santa Maria, detta anche chiesa di Santa Maria del Carmine, è la parrocchiale di Galliera, in città metropolitana ed arcidiocesi di Bologna; fa parte del vicariato di Galliera.

## Storia
L'originaria cappella di Galliera, attestata a partire dal Trecento, era inizialmente filiale della pieve dei Santi Vincenzo e Anastasio.
In un atto del 1290 ne è citato il rettore, mentre in un documento redatto nel 1378 è confermata su di essa la giurisdizione della suddetta pieve.
Il 15 giugno 1775 l'arcivescovo di Bologna Vincenzo Malvezzi Bonfioli, durante la sua visita pastorale, eresse la chiesa ad arcipretale, conferendo all'allora parroco don Francesco Ronchini il titolo di arciprete.
La nuova parrocchiale venne costruita nel 1895 su disegno del capomastro Giacomo Benfenati; la vecchia cappella, che sorgeva in una zona poco sicura per via dei frequenti allagamenti, fu pertanto abbandonata. Alcuni anni dopo, nel 1901, fu eretta la torre campanaria.
Durante la Seconda guerra mondiale la struttura venne lesionata e, pertanto, tra il 1959 e il 1961 fu sottoposta a un intervento di ristrutturazione che interessò principalmente il pavimento, il tetto e il campanile; nel 1963 si procedette al restauro degli altari.
La chiesa fu nuovamente danneggiata dal terremoto dell'Emilia del 2012 e quindi nel 2018 partì un nuovo restauro.

## Descrizione

### Esterno
La facciata della chiesa presenta centralmente un corpo aggettante suddiviso da una cornice marcapiano, in due registri; quello inferiore è scandito da quattro lesene tuscaniche e presenta il portale d'ingresso sopra il quale vi è una mensola sorretta da due modiglioni, mentre quello superiore, tripartito da lesene d'ordine ionico, è caratterizzato da un finestrone rettangolare e coronato dal timpano di forma triangolare. Leggermente arretrate sono le due ali laterali, scandite da lesene in stile tuscanico e raccordate alla parte centrale tramite delle volute.
Annesse alla parrocchiale sono la canonica e la casa del campanaro, mentre leggermente staccato da essa è il campanile
Nella cella campanaria è alloggiato un concerto di quattro campane fuse da Giuseppe Brighenti nel 1899, che ebbero l'onore di essere ospitate all'Esposizione Internazionale di Parigi del 1900. Suonare "a doppio" il concerto secondo l'usanza locale risulta parecchio difficoltoso per i campanari, a causa delle forti oscillazioni della torre.

### Interno
L'interno dell'edificio si compone di un'unica navata sulla quale s'affacciano le cappelle laterali; al termine dell'aula si sviluppa il presbiterio rettangolare, a sua volta chiuso dall'abside di forma semicircolare.
Appartengono alla chiesa diverse opere pregevoli, tra cui la pala raffigurante la Madonna col Bambino assieme ai santi Giovanni, Antonio di Padova e Antonio Abate, attribuita a Giovanni Francesco Barbieri.